# Ferrara Hockey
Il Ferrara Hockey, noto come Ferrara o Warriors Ferrara, è una società italiana di hockey in-line con sede a Ferrara. Il suo colore sociale è blu. È stato costituito nel 1997 con la denominazione di Pattinatori Estensi; a seguito della cessazione delle attività nel 2004 è stato ricostituito con l'attuale denominazione.

## Cronistoria
| Cronistoria del Ferrara Hockey |
| --- |
| - 1997 · Fondazione della A.S.D. Pattinatori Estensi. - 1998-1999 · Serie B. - 1999-2000 · Serie B. Promosso in Serie A2. - 2000-2001 · Serie A2. - 2001-2002 · Serie A2. Prima fase a gironi di Coppa Italia. - 2002-2003 · Serie A2. Prima fase a gironi di Coppa Italia. - 2003-2004 · Serie A2. Promosso in Serie A1. Fase a gironi di Coppa Italia. - 2004 · Al termine della stagione la società viene sciolta e cessa l'attività. - 2004 · Fondazione della A.S.D. Ferrara Hockey. Acquisisce il titolo sportivo della precedente società. - 2004-2005 · Serie A1. Retrocesso in Serie A2. Prima fase a gironi di Coppa Italia. - 2005-2006 · 3º nel girone A in Serie A2. - 2006-2007 · Serie A2. - 2007-2008 · Serie A2. Promosso in Serie A1. - 2008-2009 · 9º in Serie A1. Ottavi di finale di Coppa Italia. - 2009-2010 · 6º in Serie A1, semifinale dei play-off scudetto. Ottavi di finale di Coppa Italia. - 2010-2011 · 4º in Serie A1, semifinale dei play-off scudetto. Ottavi di finale di Coppa Italia. - 2011 · Rinuncia a partecipare alla Serie A1. Viene ammesso alla Serie B. - 2011-2012 · Serie B. Prima fase a gironi di Coppa Italia. - 2012-2013 · Serie B. - 2013-2014 · Serie B. - 2014-2015 · Serie B. - 2015-2016 · Serie A2. Promosso in Serie A. Seconda fase a gironi di Coppa FIPH. - 2016-2017 · 7º in Serie A, quarti di finale dei play-off scudetto. Secondo turno di Coppa Italia. Prima fase di Coppa FIPH. - 2017-2018 · 8º in Serie A, quarti di finale dei play-off scudetto. Quarto turno di Coppa Italia. Semifinale di Coppa FIRS. - 2018-2019 · 7º in Serie A, quarti di finale dei play-off scudetto. Terzo turno di Coppa Italia. Finale di Coppa FIRS. - 2019-2020 · 7º in Serie A. Superfinal di Coppa Italia. Final four di Coppa FIRS. - 2020-2021 · 2º in Serie A, 2º al Master Round, quarti di finale dei play-off scudetto. Semifinale di Coppa Italia. - 2021-2022 · 3º in Serie A, 3º al Master Round, semifinale dei play-off scudetto. Quarti di finale di Coppa Italia. - 2022-2023 · 6º in Serie A, 2º al Qualification Round, quarti di finale dei play-off scudetto. Fase a gironi di Coppa Italia. |

## Statistiche

### Partecipazione ai campionati
| Livello | Categoria | Partecipazioni | Debutto   | Ultima stagione | Totale |
| ------- | --------- | -------------- | --------- | --------------- | ------ |
| 1º      | Serie A1  | 4              | 2004-2005 | 2010-2011       | 11     |
| 1º      | Serie A   | 7              | 2016-2017 | 2022-2023       | 11     |
| 2º      | Serie A2  | 8              | 2000-2001 | 2015-2016       | 8      |
| 3º      | Serie B   | 6              | 1998-1999 | 2014-2015       | 6      |

### Partecipazioni alle coppe nazionali
| Competizione    | Partecipazioni | Debutto   | Ultima stagione |
| --------------- | -------------- | --------- | --------------- |
| Coppa Italia    | 15             | 2001-2002 | 2022-2023       |
| Coppa FIPH/FIRS | 5              | 2015-2016 | 2019-2020       |